# 阿尔塔维拉-伊尔皮纳
阿尔塔维拉-伊尔皮纳（義大利語：Altavilla Irpina）是意大利坎帕尼亚大区阿韦利诺省的一个镇，距离大区首府那不勒斯约71公里，面积14.1平方公里，人口4233人（2005年）。